# El Tepehuán
El Tepehuán är en ort i Mexiko.   Den ligger i kommunen Badiraguato och delstaten Sinaloa, i den västra delen av landet, 1 100 km nordväst om huvudstaden Mexico City. El Tepehuán ligger 816 meter över havet och antalet invånare är 122.
Terrängen runt El Tepehuán är kuperad åt sydväst, men åt nordost är den bergig. Runt El Tepehuán är det mycket glesbefolkat, med 6 invånare per kvadratkilometer. Närmaste större samhälle är San Javier de Abajo, 14,0 km sydost om El Tepehuán. I omgivningarna runt El Tepehuán växer huvudsakligen savannskog.